# Foreign Affairs Manual
Das Foreign Affairs Manual (FAM), deutsch Handbuch des Auswärtigen Dienstes, und das zugehörige Handbuch FAH sind eine einzige, umfassende und maßgebliche Quelle für die Organisationsstrukturen, Richtlinien und Verfahren des US-Außenministeriums, die die Arbeit des Ministeriums, des Auswärtigen Dienstes und ggf. anderer Bundesbehörden regeln. Das FAM (Richtlinien) und die FAHs (Verfahrensvorschriften) übermitteln kodifizierte Informationen an Mitarbeiter und Auftragnehmer des Ministeriums, damit diese ihre Aufgaben gemäß den gesetzlichen, exekutiven und ministeriumsinternen Aufträgen erfüllen können.
Das Handbuch gliedert sich in 18 Abschnitte, die wie folgt lauten:
1 FAM Organisation und Funktionen (Organization and Functions)

2 FAM Allgemeines (General)

3 FAM Personal (Personnel)

4 FAM Finanzmanagement (Financial Management)

5 FAM Informationsmanagement (Information Management)

6 FAM Allgemeine Dienste (General Services)

7 FAM Konsularische Angelegenheiten (Consular Affairs)

8 FAM FAM Pässe und konsularische Geburtsberichte im Ausland (Passports and Consular Reports of Birth Abroad)

9 FAM Visa (Visas)

10 FAM Öffentliche, Bildungs- und Kulturangelegenheiten (Public, Educational, and Cultural Affairs)

11 FAM Rechtliche und politische Angelegenheiten (Legal and Political Affairs)

12 FAM Diplomatische Sicherheit (Diplomatic Security)

13 FAM Schulung und berufliche Entwicklung (Training and Professional Development)

14 FAM Logistikmanagement (Logistics Management)

15 FAM Gebäudebetrieb im Ausland (Overseas Buildings Operations)

16 FAM Medizin (Medical)

18 FAM Programme, Praktiken und Planung (Programs, Practices, and Planning)

20 FAM Datenschutz (Data Policy)